# Kaple svatého Václava (Velké Svatoňovice)
Kaple svatého Václava je malá sakrální stavba ve Velkých Svatoňovicích v okrese Trutnov. Kaple není památkově chráněna.

## Historie
Kaple byla vystavěna v roce 1903, v roce 2003 pak byla rekonstruována. 

## Architektonická podoba
Kaple je malá stavba obdélného půdorysu, uzavřená malou apsidou. V bočních stěnách je interiér osvětlován vždy dvojicí oken s půlkruhovými záklenky. Na střeše kaple je malá dřevěná věžička.